# Stadion Letjen H. Soedirman
Artykuł ten został zgłoszony do umieszczenia na stronie głównej w rubryce „Czy wiesz”.
Pomóż nam go sprawdzić: oceń zgłoszoną nominację.
Stadion Letjen H. Soedirman (także Letjen H. Sudirman bądź Letjen Haji Sudirman) – stadion piłkarski znajdujący się w mieście Bojonegoro, w regencji Bojonegoro, w indonezyjskiej prowincji Jawa Wschodnia (indonez. Jawa Timur). Na tym stadionie swoje mecze rozgrywa drużyna piłkarska Persibo Bojonegoro. Stadion może pomieścić 12 000 widzów. Stadion nazwany jest na cześć generała porucznika (indonez. Letjen) H. Soedirmana, weterana indonezyjskiej wojny o niepodległość, uznawanego za bohatera regencji Bojonegoro.

## Historia
Stadion powstał w 1983.
W 2010 stadion przeszedł remont w celu dostosowania go do wymogów indonezyjskiej najwyższej klasy rozgrywkowej (do której awansował wykorzystujący stadion klub Persibo Bojonegoro), uzyskując sztuczne oświetlenie, dodatkowe miejsca VIP (ich liczba wzrosła z 600 do 1500) oraz sale konferencyjne. Koszt remontu został pokryty przez budżet prowincji (APBD) i wyniósł 8 miliardów rupii indonezyjskich.
W 2013 stadion pomimo remontu nie spełniał wymogów AFC, a Persibo Bojonegoro rozegrać musiało mecze domowe kwalifikacji do Pucharu AFC na stadionie drużyny Persis Solo. 22 września 2024 indonezyjskie ministerstwo sportu ogłosiło plany przebudowy stadionu w celu dostosowania go do standardów międzynarodowych oraz umożliwienia gry na nim reprezentacji Indonezji. Wskutek rozbudowy stadion ma umożliwiać uprawienie na jego terenie sportów innych niż piłka nożna, zawierać miejsca o przeznaczeniu komercyjnym do wykorzystania przez mikro-, małe i średnie przedsiębiorstwa oraz osiągnąć rozmiar 20 tys. miejsc.

## Zastosowanie
Stadion wykorzystywany jest przez klub piłkarski Persibo Bojonegoro, w sezonie 2024/2025 grający na drugim poziomie rozgrywkowym. Wykorzystywany był również jako centrum handlowe i kulinarne, a władze miasta Bojonegoro udostępniały go sprzedawcom ulicznym, między innymi podczas świąt religijnych. Stadion wyposażony jest w parking.